# Liechtensteinischer Skiverband
Der Liechtensteinische Skiverband (LSV) ist der nationale Skiverband des Fürstentums Liechtenstein. 

## Geschichte
Er wurde am 11. Dezember 1936 zugleich mit dem Landessportverband für das Fürstentum Liechtenstein gegründet. Seit 1949 ist der LSV Mitglied im Internationalen Skiverband (FIS). Ab 1967 gab es für 17 Jahre eine Trainingsgemeinschaft mit dem Schweizer Skiverband Swiss-Ski. In dieser Zeit schafften es einige Liechtensteiner Skirennläufer an die Weltspitze. Im Jahr 1984 wurde diese Zusammenarbeit vom Schweizer Verband beendet, in den 1990er-Jahren aber wieder aufgenommen. Im LSV gibt es die Ressorts „Alpin & Trendsport“ und „Nordisch & Biathlon“. Präsident ist seit 2023 Toni Real, welcher die renommierte Gärtnerei "Auhof" in Vaduz führt.
Die erfolgreichsten Sportler des Liechtensteinischen Skiverbandes kommen aus dem alpinen Skisport. Medaillengewinner bei Weltmeisterschaften und Olympischen Spielen sind: Hanni Wenzel, Andreas Wenzel, Willi Frommelt, Paul Frommelt, Ursula Konzett, Marco Büchel und Tina Weirather.